# Tarsomys echinatus
Tarsomys echinatus  (Musser & Heaney, 1992) è un roditore della famiglia dei Muridi endemico dell'isola di Mindanao, nelle Filippine.

## Descrizione

### Dimensioni
Roditore di medie dimensioni, con la lunghezza della testa e del corpo tra 145 e 179 mm, la lunghezza della coda tra 120 e 158 mm, la lunghezza del piede tra 32 e 34 mm e la lunghezza delle orecchie tra 17 e 19 mm.

### Aspetto
La pelliccia è corta e spinosa. Le parti dorsali sono grigio-brunastre con dei riflessi giallo-brunastri, mentre le parti ventrali sono grigiastre. Le orecchie sono piccole e marroni chiare. Il dorso delle zampe è privo di pigmento e cosparso di piccoli peli biancastri. La coda è più corta della testa e del corpo ed è uniformemente marrone chiara. 

## Biologia

### Comportamento
È una specie terricola.

## Distribuzione e habitat
Questa specie è conosciuta soltanto sul Monte Kitanglad e sul Monte Matutum dell'isola di Mindanao, nell'estrema parte meridionale dell Filippine.
Vive nelle foreste di pianura tra 800 e 1.100 metri di altitudine.

## Conservazione
La IUCN Red List, considerato che la popolazione è diminuita di oltre il 30% nelle ultime 3 generazioni, classifica T.echinatus come specie a rischio minimo (Least Concern).